# اریک دوماشکه
اریک دوماشکه (انگلیسی: Erik Domaschke؛ زادهٔ ۱۱ نوامبر ۱۹۸۵) بازیکن فوتبال اهل آلمان است.
از باشگاه‌هایی که در آن بازی کرده‌است می‌توان به باشگاه فوتبال زاکسن لایپزیگ، باشگاه فوتبال قوت-وایس ارفورت، باشگاه فوتبال لایپزیگ، باشگاه فوتبال بایر ۰۴ لورکوزن و باشگاه فوتبال وهن ویسبادن اشاره کرد.
وی همچنین در تیم ملی فوتبال زیر ۲۰ سال آلمان بازی کرده‌است.